# San Giuseppe Vesuviano
San Giuseppe Vesuviano es un municipio italiano localizado en la ciudad metropolitana de Nápoles, región de Campania. Cuenta con 31.172 habitantes en 14,17 km².
El territorio municipal contiene las frazioni (subdivisiones) de Casilli, Piano Del Principe, San Leonardo y Santa Maria la Scala. Limita con los municipios de Ottaviano, Palma Campania, Poggiomarino, Striano, San Gennaro Vesuviano y Terzigno.
Su área municipal está situada en el parque nacional del Vesubio.

## Evolución demográfica
| Gráfica de evolución demográfica de San Giuseppe Vesuviano entre 1861 y 2011 |
|                                                                              |
| Fuente ISTAT - elaboración gráfica de Wikipedia                              |